# Stenaspis pilosella
Stenaspis pilosella är en skalbaggsart som beskrevs av Bates 1892. Stenaspis pilosella ingår i släktet Stenaspis och familjen långhorningar. Inga underarter finns listade i Catalogue of Life.